# Ворнер Робинс
Ворнер Робинс (енгл. Warner Robins) град је у америчкој савезној држави Џорџија. По попису становништва из 2010. у њему је живело 66.588 становника.

## Демографија
Према попису становништва из 2010. у граду је живело 66.588 становника, што је 17.784 (36,4%) становника више него 2000. године.
| Група             | 2000.          | 2010.          |
| Белци             | 29.538 (60,5%) | 33.304 (50,0%) |
| Афроамериканци    | 15.663 (32,1%) | 24.714 (37,1%) |
| Азијати           | 875 (1,8%)     | 1.752 (2,6%)   |
| Хиспаноамериканци | 1.856 (3,8%)   | 5.089 (7,6%)   |
| Укупно            | 48.804         | 66.588         |